# شسمتيت
شسمتيت أو شسمتت أو شسمتة هي إلهة مصرية قديمة. ذُكرت في نصوص الأهرام وغالبًا ما كانت تُذكر كأم للمتوفى. كانت تُصور كلبؤة أو كامرأة برأس لبؤة، وبالتالي كانت تعتبر أحيانًا شكلاً من أشكال سخمت أو باستت، لكن أحد ألقابها – "سيدة بلاد بونت" – يميزها عنهم وقد يشير إلى أصل أفريقي محتمل لها. اسمها يأتي من شسمت، وهو وشاح مزين بالخرز، والذي يظهر في صور حكام الدولة القديمة والإله سبدو.